# Simon Mansel
Simon Mansel (* zwischen 1205 und 1220; † nach 1268) war Konstabler von Antiochia.
Er gehörte der bedeutenden fränkischen Familie Mansel aus Antiochia an. Er war vermutlich ein Sohn von Robert Mansel, der 1207 Konstabler von Antiochia wurde. Bartholomäus Mansel, Bischof von Tartus, war wohl sein Bruder. Raimund von Antiochia und Bohemund IV. waren Stiefbrüder seines Vaters. Über seine armenische Mutter war er mit König Hethum I. von Kleinarmenien und dessen Bruder Sempat Sparapeţ verwandt. Er war mit einer Tochter des Konstantin von Lambron, Herr von Barbaron und Partzapert, verheiratet, einer Halbschwester Hethums I. und auf diesem Wege auch Onkel des Königs Leon III. von Kleinarmenien.
Er war Konstabler von Antiochia, als die Stadtfestung am 14. Mai 1268 von den Mamluken unter Sultan Baibars I. angegriffen und belagert wurde. Da Fürst Bohemund VI. sich in Tripolis aufhielt, kommandierte Simon die Verteidigung. Schon am ersten Tag der Belagerung führte er einen Ausfall gegen die Angreifer an, geriet dabei aber in mamlukische Gefangenschaft. Aus der Gefangenschaft versuchte er eine Kapitulation der Stadt zu verhandeln, die verbliebenen Verteidiger lehnten diese jedoch ab und leisteten den Angreifern trotz großer zahlenmäßiger Unterlegenheit erbitterten Widerstand. Am 18. Mai wurde die Stadt schließlich von den Mamluken erstürmt und geplündert, die verbliebene Bevölkerung wurde massakriert oder versklavt. Simon gehörte zu den wenigen, die freigelassen wurden und ging ins Exil zu Verwandten in Kleinarmenien.